# Медаль двухсотлетия Линнеевского общества
Медаль двухсотлетия (англ. Bicentenary Medal of the Linnean Society) — почётная научная награда Лондонского Линнеевского общества. Вручается ежегодно выдающемуся биологу в знак признания работы, проделанной в возрасте до 40 лет. Медаль впервые была присуждена в 1978 году к 200-летию со дня смерти Карла Линнея.

## Лауреаты
- 1978 — Дэвид Лесли Хоксуорт
- 1979 — Роджер Блэкман (англ. Roger L. Blackman)
- 1980 — Кристофер Хамфрис (англ. Christopher Humphries)
- 1981 — Ричард С.К. Барнс (англ. Richard S. K. Barnes)
- 1982 — Х. Джон Б. Беркс (нидерл. John Birks)
- 1983 — Джон Кребс (англ. John Krebs)
- 1984 — Питер Крейн (англ. Peter Crane)
- 1985 — Николас Бартон (англ. Nick Barton)
- 1986 — Дэвид Минтер
- 1987 — Алек Джеффрис
- 1988 — Ричард Горналл (нидерл. Richard Gornall)
- 1989 — Пол Брейкфилд (англ. Paul Brakefield)
- 1990 — Чарли Джарвис
- 1991 — Дэвид Роллинсон (англ. David Rollinson)
- 1992 — Стивен Блекмор (англ. Stephen Blackmore)
- 1993 — Эндрю Б. Смит (нем. Andrew B. Smith)
- 1994 — Ричард Бейтман (англ. Richard Bateman)
- 1995 — Мари Хелена Керманн (нидерл. Marie Helena Kurmann)
- 1996 — Пол Хью Уильямс (англ. Paul Hugh Williams)
- 1997 — Дэвид Гордон Рид (англ. David Gordon Reid)
- 1998 — Родерик Д.М. Пейдж (англ. Roderic D. M. Page)
- 1999 — Пол Кенрик (исп. Paul Kenrick)
- 2000 — Майкл Фрэнсис Фэй (англ. Michael Francis Fay)
- 2001 — Марк Уилкинсон (фр. Mark Wilkinson)
- 2002 — Пер Альберг (англ. Per E. Ahlberg)
- 2003 — Ричард Тоби Пеннингтон (нидерл. Richard Toby Pennington)
- 2004 — Джон Стотхард (англ. John Stothard)
- 2005 — Питер Холлингуорт (нидерл. Pete Hollingsworth)
- 2006 — Винсент Севолайнен (исп. Vincent Savolainen)
- 2007 — Макс Телфорд (англ. Max Telford)
- 2008 — Уильям Бейкер (нидерл. William Baker)
- 2009 — Майкл Энджел
- 2010 — Беверли Гловер
- 2011 — Пол Барретт (нем. Paul M. Barrett)
- 2012 — Тимоти Барраклаф (англ. Timothy Barraclough)
- 2013 — Медаль не вручалась
- 2014 — Бонни Уэбстер (англ. Bonnie Webster)
- 2015 — Винс Смит (англ. Vince Smith)
- 2016 — Анджали Госвами (англ. Anjali Goswami)
- 2017 — Claire Spottiswoode[2]
- 2018 — Edwige Moyroud[3]